# Sonia Maria Dorce
Sonia Maria Dorce Armonia (Belo Horizonte, 14 de maio de 1944) é uma atriz e cantora mirim brasileira, que atuou no final da década de 1940 e na década de 1950. É considerada a Shirley Temple brasileira, por ter se iniciado precocemente na vida artística, já cantando aos três anos de idade. 
Nasceu numa família de imigrantes italianos. Seu pai, Francisco Dorce, maestro e músico na Rádio Tupi de São Paulo, costumava levá-la aos estúdios da emissora.

## Carreira
Sonia, então com seis anos de idade, foi o primeiro rosto a aparecer na televisão brasileira, inaugurada oficialmente. Caracterizada como um pequeno índio, que seria o símbolo da TV Tupi de São Paulo, protagonizou ao vivo, a primeira fala da televisão brasileira, na inauguração da emissora, no dia 18 de setembro de 1950: "Boa noite. Está no ar a televisão do Brasil". Por ter sido uma transmissão ao vivo, não existem registros em vídeo desta primeira transmissão televisiva. Logo em seguida à inauguração da emissora, foi apresentado o primeiro programa de TV no Brasil, TV na Taba.
Participou de diversos programas de rádio e televisão, entre eles Clube Papai Noel e Gurilândia. Participou do filme A um Passo da Glória, de 1954, e protagonizou o filme A Queridinha do Meu Bairro, de 1958. Ganhou ainda um Disco de Ouro, como cantora mirim. Abandonou a carreira artística ainda jovem para seguir a carreira jurídica, formando-se em Direito em 1968.